# Gyroweisia reflexa
Gyroweisia reflexa är en bladmossart som beskrevs av W. P. Schimper 1876. Gyroweisia reflexa ingår i släktet Gyroweisia och familjen Pottiaceae. Inga underarter finns listade i Catalogue of Life.